# Ermita de San Sebastián (Santa María de Guía)
La ermita de San Sebastián se encuentra en el municipio de Guía de Gran Canaria en la isla de Gran Canaria (Islas Canarias). El templo está dedicado a San Sebastián de Narbona,

## Historia
Por la devoción que se le profesaba este santo, se extendió la creencia según la cual, si se le erigía un santuario en la entrada de una ciudad o villa, el Santo frenaría la llegada y propagación de las enfermedades de rápido contagio.
Desde muy temprano cuenta la localidad con santuario dedicado al mártir narbonés. Su fundación está detallada en 1528, por lo que puede considerarse como el tercer templo en ser levantado en Guía, ya que en dicho año habían sido erigidas las ermitas de Santa María de Guía (que pronto, en 1533, subiría al rango de parroquia) y de San Roque (otro de los santos abogados contra las enfermedades epidémicas, que data de 1525 y se encuentra en la entrada Sur de la ciudad, por lo que tenían que pasar a su lado quienes llegaban al casco urbano desde las medianías).
El pequeño edificio actual dedicado a San Sebastián tiene unas proporciones comunes a las ermitas canarias. Puede ser el original del siglo XVI; así lo sugieren los dos especie de volutas exentas que flaquean la espadaña o campanario central. El lugar elegido para su construcción es el acceso Este al casco de Guía, muy próximo al cauce del Barranco de las Garzas y al primero de los tres puentes históricos por los que se entraba a la localidad.

## Arquitectura
Su interior destaca en la sencillez general. Por señalar algunos de los pocos elementos artísticos con los que cuenta, pueden citarse el artesonado con tirantes simples, el altar decorado con frontal en el que figuran dos saetas cruzadas, símbolo del santo y, sobre todo, la pila de agua bendita cuya decoración de relieve en volutas recuerda a la que la ermita de San Juan de La Montañeta.
En las últimas obras de restauración desaparecieron dos vallas abalaustradas que separaba el presbiterio de la única nave, aunque se mantuvo el emblema del santo en una inscripción en el suelo delante del altar.

## Representaciones de San Sebastián

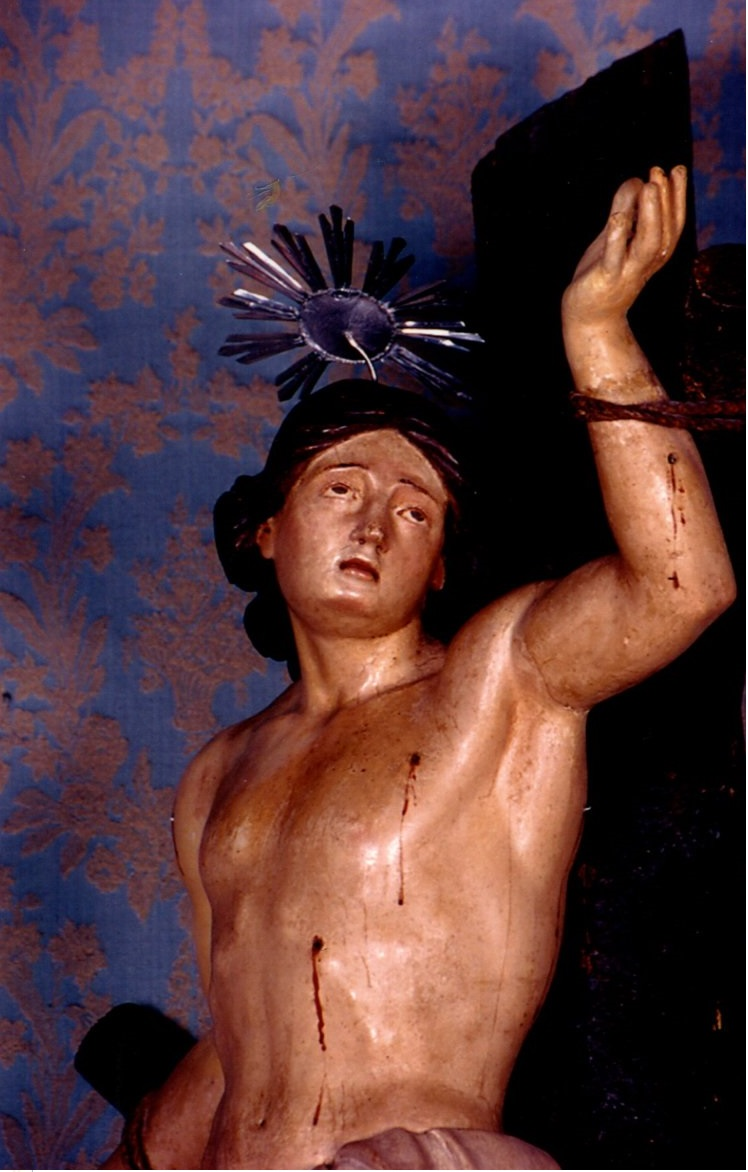
San Sebastián esculpido por Luján Pérez

La talla primitiva de la ciudad se sospecha que es una encontrada hace décadas en las Cuevas de Fregenales, de rasgos arcaizantes cercanos al gótico.
La escultura sería relevada en el culto por la que realizó José Luján Pérez en 1794, de la cual la doctora en Historia del Arte María de los Reyes Hernández Socorro destacó “su gracilidad, dinamismo y cuidada estética compositiva ”.
Según la tradición, el imaginero guiense se conformó con cobrar por esta obra solo “una cuarterola del buen vino que tenía doña Ignacia de Silva en sus bodegas de Llanos de Parra.

## Devoción Popular
La amplia devoción popular en Guía al Santo asaeteado se manifiesta en la creación de coplas que hacen mención a hechos variados. Entre ellos, se cuenta que alguien solía atar a su burro en un naranjo, que sería el elegido para acompañar a la imagen guiense, que dice: 

“San Sebastián, Santo mío, trocito de naranjero,
 ¿Te acuerdas de cuando eras de mi burro amarradero?”.

Otro hecho, éste sí palpable hasta la segunda mitad del siglo XX, es que muchos niños dejaban “hierbita para los camellos de los Reyes Magos”, a lo largo de la jornada del 5 de enero, lo cual provocó el dicho:

“Ahí vienen Los Reyes por San Sebastián, el más chiquitito se llama Gaspar”.

Ya se indicó que la ermita siempre fue propiedad de los vecinos, y de ellos salían los organizadores de la Fiesta del Santo. La celebración estaba tan arraigada que, durante mucho tiempo el 20 de enero (festividad liturgia de S. Sebastián) era designado como una de las fiestas locales por parte del Ayuntamiento.
Entre los actos que se llevaban a cabo destacaban el traslado procesional del mártir hasta el templo parroquial y posterior regreso “a su casa”, las carreras de burros desde la entrada de La Atalaya y la suelta de globos o “sopladeras”.
Pero no siempre se celebró con el mismo esplendor al Sto. de Narbona en Guía, ya que a tiempos de realce le sucedían periodos de no fiesta, años en que la imagen del titular de la ermita era custodiada en el templo parroquial.
En cuanto a las etapas álgidas durante el siglo XX, cabe destacar a una señora, conocida como Lolita Jiménez, que se desvivía porque las fiestas fueran lo más lucidas posibles. Otro momento tuvo lugar en la década de 1970 gracias al desvelo de un entusiasta grupo de ciudadanos. En los años 2000-2001 la ermita fue sometida a una necesaria restauración pues había llegado a verse en un auténtico estado ruinoso, y la organización corrió durante un tiempo a cargo de la Asociación Cultural Rafael Bento y Travieso.
La última vez que ondeó la bandera de San Sebastián en el mástil de su ermita fue hace ahora 10 años, en 2011, curiosamente cuando se cumplían dos siglos de otra epidemia que afectó fuertemente al norte de Gran Canaria (es este caso una feroz fiebre amarilla) y simultánea plaga de cigarras que daría origen a las Fiesta de las Marías.